# AMD Phenom

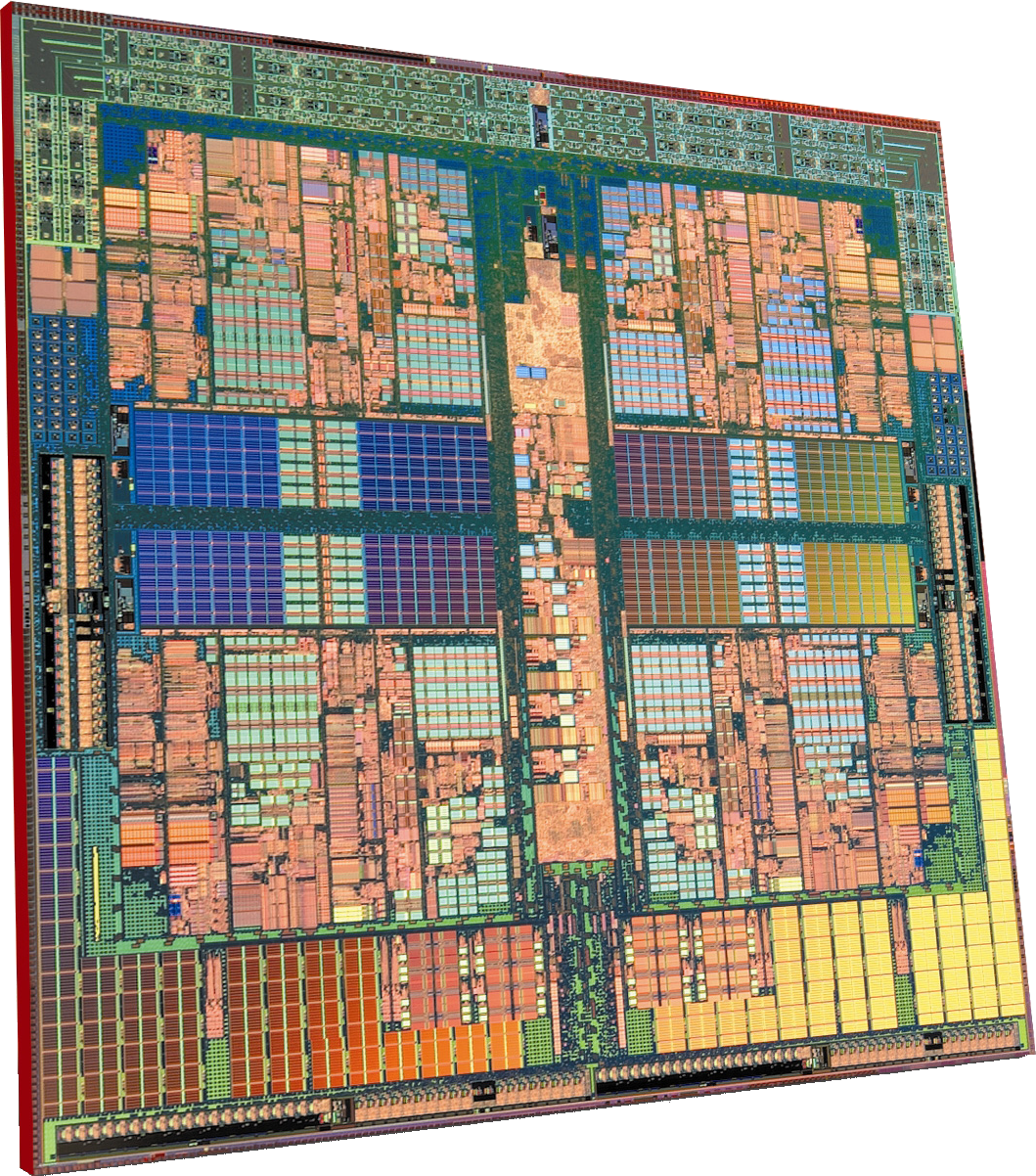
Rdzenie czterordzeniowiego mikroprocesora AMD Phenom

Phenom – linia wielordzeniowych mikroprocesorów firmy AMD z serii AMD K10, opartej na architekturze AMD64, wypuszczona na rynek w 2007 roku. Mimo że konkurencyjna firma Intel w tym samym czasie proponowała mikroprocesory wykonane w technologii 45 nm, AMD pozostała przy wykorzystywanej wcześniej, w procesorach Athlon 64 Lima i Athlon 64 X2 Brisbane, technologii 65 nm. Produkcja procesorów Phenom w technologii 45 nm została zapowiedziana na 4 kwartał 2008 roku. Cała seria K10 wykorzystuje podstawki AM2 oraz AM2+ (późniejsze modele także AM3) oraz F+. Procesory Phenom charakteryzują się współdzieloną 2 MB pamięcią cache trzeciego poziomu (L3), wykorzystaniem technologii HyperTransport 3.0 o szybkości 3,6 GHz (najszybsza szyna w procesorach Intel Core 2 osiąga 1,6 GHz, dla Core i7 6,4GT/s) i 3DNow!, zwiększonym IPC, sporymi usprawnieniami architektury, zwiększoną wydajnością (do 30% w stosunku do K8), natywną czterordzeniowością, oraz dodaniem instrukcji SSE4A (brak wsparcia dla SSE3, SSE4.1 oraz SSE4.2). Phenom jest następcą serii procesorów Athlon64. Konkurentami procesorów AMD Phenom są procesory Intel Core 2, Intel Core 2 Duo i Core 2 Quad. Phenom obsługuje następujące technologie:
- HyperTransport
- 3DNow!
- DDR2
- DDR3 – w przyszłych[kiedy?] wersjach
- L3 cache
- SSE3
- SSE2
- SSE
- MMX
- AMD64
- SSE4A
- technologię wirtualizacji
- NX-bit
- Cool&Quiet

## Modele
Dwurdzeniowa wersja jest oznaczona jako Athlon X2 i Phenom X2 (Kuma), czterordzeniowa Phenom X4 (Agena), a trzyrdzeniowa Phenom X3 (Toliman). Wersja trzyrdzeniowa jest procesorem Phenom X4 z wyłączonym jednym rdzeniem. Zapowiadana jest także wersja Phenom FX (Agena FX) na platformę AMD Quad FX.